# Jurij Pawłenko
Jurij Ołeksijowycz Pawłenko, ukr. Юрій Олексійович Павленко (ur. 20 marca 1975 w Kijowie) – ukraiński polityk, z wykształcenia historyk.

## Życiorys
Absolwent Kijowskiego Uniwersytetu Narodowego im. Tarasa Szewczenki. W latach 90. pracował m.in. jako dziennikarz. W 1999 założył Młodzieżową Partię Ukrainy, która początkowo wspierała Łeonida Kuczmę, a w 2001 przystąpiła do Bloku Nasza Ukraina. Ugrupowanie w ramach koalicji posłużyło do umieszczenia na wspólnej liście wyborczej kandydatów z puli należącej do Wiktora Juszczenki.
W 2002 i w 2006 uzyskiwał mandat deputowanego do Rady Najwyższej. W 2005 przystąpił do Ludowego Związku „Nasza Ukraina” (kierowana przez niego MPU, chociaż nie została formalnie zlikwidowana, zaprzestała faktycznej działalności).
Od marca 2005 do listopada 2006 był ministrem ds. rodziny, młodzieży i sportu w rządach Julii Tymoszenko, Jurija Jechanurowa i Wiktora Janukowycza. Po odwołaniu objął stanowisko gubernatora obwodu żytomierskiego.
Należał do najbardziej wpływowych polityków Naszej Ukrainy. Na liście kandydatów koalicji NU-NS, zawiązanej na czas przedterminowych wyborów w 2007 został wpisany na 7. miejsce. Po raz trzeci wybrano go deputowanym, a w nowo powołanym rządzie Julii Tymoszenko po raz czwarty (w grudniu 2007) objął tekę ministra ds. rodziny, młodzieży i sportu. Funkcję tę pełnił do marca 2010. W 2011 został ukraińskim rzecznikiem praw dziecka. W 2014 z ramienia Bloku Opozycyjnego uzyskał mandat posła VIII kadencji. Do parlamentu wybrany został także w 2019 z listy formacji Opozycyjna Platforma – Za Życie. W 2020 uzyskał nadto mandat radnego obwodu żytomierskiego.